# زحل دمير
زحل دمير (بالتركية: Zuhal Demir)‏ (من مواليد 2 مارس 1980 في جينك)، هي محامية وسياسية بلجيكية تنتمي إلى التحالف الفلمنكي الجديد. تم انتخاب دمير كعضو في مجلس النواب البلجيكي في عام 2010. وهي حاليًا الوزيرة الفلمنكية للعدل والإنفاذ والبيئة والطاقة والسياحة. عملت سابقًا كوزيرة دولة للحد من الفقر في الحكومة البلجيكية (2017-2018).
هي ابنة لوالدين علاهيين كرد من تركيا وتعيش في أنتويرب. لقد درست القانون في جامعة لوفان الكاثوليكية في من 1998 حتى 2003، واستمرت في 2003 إلى 2004 مع ماجستير في القانون الاجتماعي في الجامعة الحرة في بروكسل. ومنذ عام 2004، عملت كمحامية في شركة محاماة دولية.
من يناير 2013 حتى نهاية عام 2015، كانت عمدة منطقة أنتويرب. وفي أوائل عام 2016، انتقلت إلى جينك.
في فبراير 2017، خلفت إلك سويرز في منصب وزيرة الخارجية للحد من الفقر وتكافؤ الفرص والأشخاص ذوي الإعاقة والسياسة الحضرية والسياسة العلمية. وقد ترأست أيضًا إستراتيجية الاندماج للحكومة الفلمنكية.
أُعطيت دمير لقب «السيدة الحديدية» ويرجع ذلك جزئيًا إلى أن دمير هي الكلمة التركية للحديد، وجزئيًا بسبب دعوتها للحد من مدة إعانات البطالة لتشجيع الناس على العودة إلى العمل.
في عام 2017، اتهمتها الصحافة التركية بدعم الإرهاب وبكونها عضوًا في حزب العمال الكردستاني المحظور.
تلقت دمير تهديدات بالقتل نتيجة معارضتها لمعاملة تركيا لسكانها الأكراد. في عام 2017، حُكم على رجل بالسجن 6 أشهر بتهمة تهديدها. في 6 ديسمبر 2018، حكمت محكمة هاسيلت على رجل من بيرينجن بغرامة قدرها 400 يورو لتهديده زحل دمير على فيسبوك. في نوفمبر 2020، تلقت دمير تهديدات بالقتل والاغتصاب عبر البريد الإلكتروني بعد أن كتبت منشورًا على فيسبوك ينتقد تمويل رئاسة الشؤون الدينية التركية ديانت وتدريب الأئمة في المساجد في بلجيكا. لقد وصفت دمير مديرية ديانت التركية بأنها «ذراع أردوغان الطويلة» وأنها «قرون استشعار لنظام أردوغان». كما وُجهت تهديدات مماثلة للسياسي الفلمنكي فلامس بيلانغ كريس يانسنز. بعد ذلك، مُنحت دمير حماية الشرطة والمراقبة في منزلها.